# Liste der Preisträger und Nominierten des Deutschen Buchpreises
Die Liste der Preisträger und Nominierten des Deutschen Buchpreises verzeichnet die ausgezeichneten und nominierten Werke seit der ersten Verleihung des Deutschen Buchpreises im Jahr 2005. Ebenfalls beigefügt sind die Jurymitglieder der jeweiligen Jahrgänge.

## Preisträger und Nominierungen

### 2005
- Hauptpreis:
  - Arno Geiger – Es geht uns gut
- Finalisten:
  - Daniel Kehlmann – Die Vermessung der Welt
  - Thomas Lehr – 42
  - Gert Loschütz – Dunkle Gesellschaft
  - Gila Lustiger – So sind wir
  - Friederike Mayröcker – Und ich schüttelte einen Liebling
- Longlist (ohne Shortlist):
  - Bernd Cailloux – Das Geschäftsjahr 1968/69
  - Ulrike Draesner – Spiele
  - Franzobel – Das Fest der Steine
  - Wilhelm Genazino – Die Liebesblödigkeit
  - Egon Gramer – Gezeichnet: Franz Klett
  - Evelyn Grill – Vanitas oder Hofstätters Begierden
  - Peter Henisch – Die schwangere Madonna
  - Jochen Missfeldt – Steilküste
  - Hanns-Josef Ortheil – Die geheimen Stunden der Nacht
  - Jens Petersen – Die Haushälterin
  - Matthias Politycki – Herr der Hörner
  - Marion Poschmann – Schwarzweißroman
  - Hans-Ulrich Treichel – Menschenflug
  - Raul Zelik – Berliner Verhältnisse

- Jury 2005:
  - Verena Auffermann, Autorin und Kritikerin
  - Klaus Bittner, Buchhändler in Köln
  - Volker Hage, Kulturredakteur (Der Spiegel)
  - Wolfgang Herles, Schriftsteller und Kulturredakteur (aspekte)
  - Bodo Kirchhoff, Schriftsteller
  - Armin Thurnher, Publizist, Wien
  - Juli Zeh, Schriftstellerin

### 2006
- Hauptpreis:
  - Katharina Hacker – Die Habenichtse
- Finalisten:
  - Thomas Hettche – Woraus wir gemacht sind
  - Ingo Schulze – Neue Leben
  - Saša Stanišić – Wie der Soldat das Grammofon repariert
  - Ilija Trojanow – Der Weltensammler
  - Martin Walser – Angstblüte
- Longlist (ohne Shortlist):
  - Ludwig Fels – Reise zum Mittelpunkt des Herzens
  - Daniel Glattauer – Gut gegen Nordwind
  - Wolf Haas – Das Wetter vor 15 Jahren
  - Paulus Hochgatterer – Die Süße des Lebens
  - Felicitas Hoppe – Johanna
  - Thomas Hürlimann – Vierzig Rosen
  - Martin Kluger – Die Gehilfin
  - Judith Kuckart – Kaiserstraße
  - Sibylle Lewitscharoff – Consummatus
  - Steffen Popp – Ohrenberg oder der Weg dorthin
  - Bernd Schroeder – Hau
  - Peter Stamm – An einem Tag wie diesem
  - Heinrich Steinfest – Ein dickes Fell
  - Feridun Zaimoglu – Leyla
  - Matthias Zschokke – Maurice mit Huhn

- Jury 2006:
  - John von Düffel, Schriftsteller und Dramaturg
  - Volker Hage, Kulturredakteur (Der Spiegel)
  - Elmar Krekeler, Literaturredakteur (Die literarische Welt)
  - Terézia Mora, Schriftstellerin und Übersetzerin
  - Pia Reinacher, Literaturdozentin an den Universitäten Basel, Fribourg und Zürich
  - Stephan Samtleben, Buchhändler in Hamburg
  - Denis Scheck, Literaturkritiker (Druckfrisch)

### 2007
- Hauptpreis:
  - Julia Franck – Die Mittagsfrau
- Finalisten:
  - Thomas Glavinic – Das bin doch ich
  - Michael Köhlmeier – Abendland
  - Katja Lange-Müller – Böse Schafe
  - Martin Mosebach – Der Mond und das Mädchen
  - Thomas von Steinaecker – Wallner beginnt zu fliegen
- Longlist (ohne Shortlist):
  - Thommie Bayer – Eine kurze Geschichte vom Glück
  - Larissa Boehning – Lichte Stoffe
  - Lena Gorelik – Hochzeit in Jerusalem
  - Sabine Gruber – Über Nacht
  - Peter Henisch – Eine sehr kleine Frau
  - Michael Lentz – Pazifik Exil
  - Harald Martenstein – Heimweg
  - Pierangelo Maset – Laura oder die Tücken der Kunst
  - Robert Menasse – Don Juan de la Mancha
  - Mathias Nolte – Roula Rouge
  - Gregor Sander – abwesend
  - Arnold Stadler – Komm, gehen wir
  - Peter Truschner – Die Träumer
  - John von Düffel – Beste Jahre

- Jury 2007:
  - Christian Döring, Verlagslektor und Kritiker, Paris
  - Karl-Markus Gauß, Autor und Herausgeber
  - Felicitas von Lovenberg, Feuilletonredakteurin (Frankfurter Allgemeine Zeitung)
  - Ijoma Mangold, Literaturredakteur (Süddeutsche Zeitung)
  - Rudolf Müller, Buchhändler, Düsseldorf
  - Mathias Schreiber, Kulturredakteur (Der Spiegel)
  - Hajo Steinert, Literaturredakteur (Deutschlandfunk)

### 2008
- Hauptpreis:
  - Uwe Tellkamp – Der Turm
- Finalisten:
  - Dietmar Dath – Die Abschaffung der Arten
  - Sherko Fatah – Das dunkle Schiff
  - Iris Hanika – Treffen sich zwei
  - Rolf Lappert – Nach Hause schwimmen
  - Ingo Schulze – Adam und Evelyn
- Longlist (ohne Shortlist):
  - Lukas Bärfuss – Hundert Tage
  - Marcel Beyer – Kaltenburg
  - Karen Duve – Taxi
  - Olga Flor – Kollateralschaden
  - Norbert Gstrein – Die Winter im Süden
  - Peter Handke – Die morawische Nacht (Handke verzichtete zugunsten der anderen Gelisteten auf die Nominierung)[1]
  - Martin Kluger – Der Vogel, der spazieren ging
  - Judith Kuckart – Die Verdächtige
  - Norbert Niemann – Willkommen neue Träume
  - Karl-Heinz Ott – Ob wir wollen oder nicht
  - Hans Pleschinski – Ludwigshöhe
  - Uwe Timm – Halbschatten
  - Martin Walser – Ein liebender Mann
  - Feridun Zaimoglu – Liebesbrand

- Jury 2008:
  - Christoph Bartmann, Leiter der Abteilung Kultur und Information in der Zentrale des Goethe-Instituts in München, Literaturkritiker
  - Martin Ebel, Literaturredakteur in Zürich (Tages-Anzeiger)
  - Meike Feßmann, freie Literaturkritikerin
  - Jens Jessen, Feuilletonchef (Die Zeit)
  - Manfred Keiper, Buchhändler in Rostock
  - Rainer Moritz, Leiter des Literaturhauses Hamburg
  - Michael Schmitt, Literaturkritiker

### 2009
Am 16. September 2009 wurden die Finalisten 2009 um den Deutschen Buchpreis bekanntgegeben. Die Jurymitglieder wählten diese aus 154 Titeln aus, die von über 70 Verlagen aus Deutschland, Österreich und der Schweiz vorgeschlagen wurden. Am 12. Oktober 2009 wurde der Hauptpreis 2009 bekanntgegeben.
- Hauptpreis:
  - Kathrin Schmidt – Du stirbst nicht
- Finalisten (Shortlist):
  - Rainer Merkel – Lichtjahre entfernt
  - Herta Müller – Atemschaukel
  - Norbert Scheuer – Überm Rauschen
  - Clemens J. Setz – Die Frequenzen
  - Stephan Thome – Grenzgang

- Longlist (ohne Shortlist):
  - Sibylle Berg – Der Mann schläft
  - Mirko Bonné – Wie wir verschwinden
  - Thomas Glavinic – Das Leben der Wünsche
  - Wolf Haas – Der Brenner und der liebe Gott
  - Ernst-Wilhelm Händler – Welt aus Glas
  - Anna Katharina Hahn – Kürzere Tage
  - Reinhard Jirgl – Die Stille
  - Brigitte Kronauer – Zwei schwarze Jäger
  - Terézia Mora – Der einzige Mann auf dem Kontinent
  - Angelika Overath – Flughafenfische
  - Peter Stamm – Sieben Jahre
  - Thomas Stangl – Was kommt
  - David Wagner – Vier Äpfel
  - Norbert Zähringer – Einer von vielen

- Jury 2009:
  - Richard Kämmerlings, Literaturredakteur (Frankfurter Allgemeine Zeitung)
  - Michael Lemling, Buchhandlung Lehmkuhl München
  - Martin Lüdke, Literaturkritiker
  - Lothar Müller, Feuilletonredakteur (Süddeutsche Zeitung)
  - Iris Radisch, Literaturredakteurin (Die Zeit)
  - Daniela Strigl, Literaturwissenschaftler (Universität Wien)
  - Hubert Winkels, Literaturredakteur (Deutschlandfunk) und Sprecher der Jury

### 2010
Am 8. September 2010 wurden die Finalisten um den Deutschen Buchpreis bekanntgegeben. Die Jurymitglieder wählten diese aus 135 Titeln aus, die von 84 Verlagen aus Deutschland, Österreich und der Schweiz vorgeschlagen wurden. Am 4. Oktober 2010 wurde der Gewinner des Preises bekanntgegeben.
- Hauptpreis:
  - Melinda Nadj Abonji – Tauben fliegen auf

- Finalisten (Shortlist):
  - Jan Faktor – Georgs Sorgen um die Vergangenheit oder im Reich des heiligen Hodensack-Bimbams von Prag
  - Thomas Lehr – September. Fata Morgana
  - Doron Rabinovici – Andernorts
  - Peter Wawerzinek – Rabenliebe
  - Judith Zander – Dinge, die wir heute sagten

- Longlist (ohne Shortlist):
  - Alina Bronsky – Die schärfsten Gerichte der tatarischen Küche
  - Nino Haratischwili – Juja
  - Thomas Hettche – Die Liebe der Väter
  - Michael Kleeberg – Das amerikanische Hospital
  - Michael Köhlmeier – Madalyn
  - Mariana Leky – Die Herrenausstatterin
  - Nicol Ljubić – Meeresstille
  - Kristof Magnusson – Das war ich nicht
  - Andreas Maier – Das Zimmer
  - Olga Martynova – Sogar Papageien überleben uns
  - Martin Mosebach – Was davor geschah
  - Hans Joachim Schädlich – Kokoschkins Reise
  - Andreas Schäfer – Wir vier
  - Joachim Zelter – Der Ministerpräsident

- Jury 2010:
  - Jobst-Ulrich Brand, Literaturredakteur (Focus)
  - Julia Encke, Literaturkritikerin (Frankfurter Allgemeine Zeitung) und Sprecherin der Jury
  - Thomas Geiger, Literarisches Colloquium Berlin
  - Ulrich Greiner, Literaturredakteur (Die Zeit)
  - Burkhard Müller, Literaturkritiker (Süddeutsche Zeitung)
  - Ulrike Sander, Osiandersche Buchhandlung Tübingen
  - Cornelia Zetzsche, Literaturredakteurin (Bayerischer Rundfunk)

### 2011
- Hauptpreis
  - Eugen Ruge – In Zeiten des abnehmenden Lichts

- Finalisten (Shortlist):
  - Jan Brandt – Gegen die Welt
  - Michael Buselmeier – Wunsiedel
  - Angelika Klüssendorf – Das Mädchen
  - Sibylle Lewitscharoff – Blumenberg
  - Marlene Streeruwitz – Die Schmerzmacherin

- Longlist (ohne Shortlist):
  - Volker Altwasser – Letzte Fischer
  - Alex Capus – Léon und Louise
  - Wilhelm Genazino – Wenn wir Tiere wären
  - Navid Kermani – Dein Name
  - Esther Kinsky – Banatsko
  - Doris Knecht – Gruber geht
  - Peter Kurzeck – Vorabend
  - Ludwig Laher – Verfahren
  - Thomas Melle – Sickster
  - Klaus Modick – Sunset
  - Astrid Rosenfeld – Adams Erbe
  - Judith Schalansky – Der Hals der Giraffe
  - Jens Steiner – Hasenleben
  - Antje Rávic Strubel – Sturz der Tage in die Nacht

- Jury 2011:
  - Maike Albath, Literaturkritikerin (Deutschlandfunk, Deutschlandradio Kultur), Sprecherin der Jury
  - Gregor Dotzauer, Literaturredakteur (Tagesspiegel)
  - Ulrike Draesner, Schriftstellerin
  - Ina Hartwig, freie Literaturkritikerin
  - Christine Westermann, Journalistin (WDR)
  - Uwe Wittstock, Literaturkritiker (Focus)
  - Clemens-Peter Haase († 14. Juli 2011), Leiter des Bereichs Literatur und Übersetzungsförderung in der Zentrale des Goethe-Instituts in München

### 2012
Am 15. August 2012 wurde die Longlist für den Deutschen Buchpreis bekanntgegeben. Die Jurymitglieder wählten diese aus 162 Titeln aus, die zwischen Oktober 2011 und dem 12. September 2012 erschienen sind. Die von der Jury ausgewählte Shortlist aus sechs Romanen wurde am 12. September 2012 präsentiert. Der Gewinner wurde am 8. Oktober 2012 bekanntgegeben.
- Hauptpreis:
  - Ursula Krechel – Landgericht

- Finalisten (Shortlist):
  - Ernst Augustin – Robinsons blaues Haus
  - Wolfgang Herrndorf – Sand
  - Clemens J. Setz – Indigo
  - Stephan Thome – Fliehkräfte
  - Ulf Erdmann Ziegler – Nichts Weißes

- Longlist (ohne Shortlist):
  - Bernd Cailloux – Gutgeschriebene Verluste
  - Jenny Erpenbeck – Aller Tage Abend
  - Milena Michiko Flašar – Ich nannte ihn Krawatte
  - Rainald Goetz – Johann Holtrop
  - Olga Grjasnowa – Der Russe ist einer, der Birken liebt
  - Bodo Kirchhoff – Die Liebe in groben Zügen
  - Germán Kratochwil – Scherbengericht
  - Dea Loher – Bugatti taucht auf
  - Angelika Meier – Heimlich, heimlich mich vergiss
  - Sten Nadolny – Weitlings Sommerfrische
  - Christoph Peters – Wir in Kahlenbeck
  - Michael Roes – Die Laute
  - Patrick Roth – Sunrise – Das Buch Joseph
  - Frank Schulz – Onno Viets und der Irre vom Kiez

- Jury 2012:[7]
  - Silke Grundmann-Schleicher (Buchhandlung Schleichers, Berlin)
  - Andreas Isenschmid, Literaturkritiker (NZZ am Sonntag)
  - Oliver Jungen, freier Kritiker (u. a. Frankfurter Allgemeine Zeitung)
  - Dirk Knipphals, Literaturredakteur (Die Tageszeitung)
  - Stephan Lohr, Literaturredakteur (Leiter der Literaturredaktion von NDR Kultur)
  - Jutta Person, freie Kritikerin (u. a. Süddeutsche Zeitung, Literaturen, Die Zeit und Philosophie Magazin)
  - Christiane Schmidt, freie Lektorin

### 2013
Am 14. August 2013 wurde die Longlist für den Deutschen Buchpreis bekanntgegeben. Die sieben Jurymitglieder wählten diese aus 201 Titeln aus, die zwischen Oktober 2012 und dem 11. September 2013 erschienen sind. Die von der Jury ausgewählte Shortlist aus sechs Romanen wurde am 11. September 2013 präsentiert. Der Gewinner wurde am 7. Oktober 2013 bekanntgegeben.
- Hauptpreis:
  - Terézia Mora – Das Ungeheuer

- Finalisten (Shortlist):
  - Mirko Bonné – Nie mehr Nacht
  - Reinhard Jirgl – Nichts von euch auf Erden
  - Clemens Meyer – Im Stein
  - Marion Poschmann – Die Sonnenposition
  - Monika Zeiner – Die Ordnung der Sterne über Como

- Longlist (ohne Shortlist):
  - Ralph Dutli – Soutines letzte Fahrt
  - Thomas Glavinic – Das größere Wunder
  - Norbert Gstrein – Eine Ahnung vom Anfang
  - Daniel Kehlmann – F
  - Judith Kuckart – Wünsche
  - Olaf Kühl – Der wahre Sohn
  - Dagmar Leupold – Unter der Hand
  - Jonas Lüscher – Frühling der Barbaren
  - Joachim Meyerhoff – Wann wird es endlich wieder so, wie es nie war
  - Thomas Stangl – Regeln des Tanzes
  - Jens Steiner – Carambole
  - Uwe Timm – Vogelweide
  - Nellja Veremej – Berlin liegt im Osten
  - Urs Widmer – Reise an den Rand des Universums

- Jury 2013:[10]
  - Helmut Böttiger, Literaturkritiker (Süddeutsche Zeitung)
  - Katrin Lange, Programmreferentin im Literaturhaus München
  - Ursula März, Feuilletonistin (Die Zeit)
  - Jörg Plath, Literaturkritiker und Journalist
  - Andreas Platthaus, Journalist (FAZ)
  - Klaus Seufer-Wasserthal, Buchhändler (Rupertus Buchhandlung, Salzburg)
  - Claudia Voigt, Kulturredakteurin (Spiegel)

### 2014
Am 13. August 2014 wurde die Longlist für den Deutschen Buchpreis bekanntgegeben. Die sieben Jurymitglieder wählten diese aus 176 Titeln aus, die zwischen Oktober 2013 und dem 10. September 2014 erschienen sind. Die von der Jury ausgewählte Shortlist aus sechs Romanen wurde am 10. September 2014 präsentiert. Der Gewinner wurde am 6. Oktober 2014 bekanntgegeben.
- Hauptpreis:
  - Lutz Seiler – Kruso

- Finalisten (Shortlist):
  - Thomas Hettche – Pfaueninsel
  - Angelika Klüssendorf – April
  - Gertrud Leutenegger – Panischer Frühling
  - Thomas Melle – 3000 Euro
  - Heinrich Steinfest – Der Allesforscher
- Longlist (ohne Shortlist):
  - Lukas Bärfuss – Koala
  - Ulrike Draesner – Sieben Sprünge vom Rand der Welt
  - Antonio Fian – Das Polykrates-Syndrom
  - Franz Friedrich – Die Meisen von Uusimaa singen nicht mehr
  - Esther Kinsky – Am Fluss
  - Michael Köhlmeier – Zwei Herren am Strand
  - Martin Lechner – Kleine Kassa
  - Charles Lewinsky – Kastelau
  - Matthias Nawrat – Unternehmer
  - Christoph Poschenrieder – Das Sandkorn
  - Saša Stanišić – Vor dem Fest
  - Marlene Streeruwitz – Nachkommen
  - Feridun Zaimoglu – Isabel
  - Michael Ziegelwagner – Der aufblasbare Kaiser

- Jury 2014:[13]
  - Jens Bisky, Süddeutsche Zeitung
  - Katrin Hillgruber, freie Kritikerin
  - Frithjof Klepp, Buchhandlung ocelot, Berlin
  - Susanne Link, Buchhandlung Stephanus, Trier
  - Manfred Papst, NZZ am Sonntag
  - Wiebke Porombka, freie Kritikerin
  - Annemarie Stoltenberg, NDR Kultur

### 2015
Die Longlist wurde am 19. August bekannt gegeben; sie stellte eine Auswahl aus 199 Titeln dar. Die Shortlist wurde am 16. September bekannt gegeben; die Preisverleihung fand am 12. Oktober statt.
- Hauptpreis:
  - Frank Witzel – Die Erfindung der Roten Armee Fraktion durch einen manisch-depressiven Teenager im Sommer 1969

- Finalisten (Shortlist):
  - Jenny Erpenbeck – Gehen, ging, gegangen
  - Rolf Lappert – Über den Winter
  - Inger-Maria Mahlke – Wie Ihr wollt
  - Ulrich Peltzer – Das bessere Leben
  - Monique Schwitter – Eins im Andern
- Longlist (ohne Shortlist):
  - Alina Bronsky – Baba Dunjas letzte Liebe
  - Ralph Dutli – Die Liebenden von Mantua
  - Valerie Fritsch – Winters Garten
  - Heinz Helle – Eigentlich müssten wir tanzen
  - Gertraud Klemm – Aberland
  - Steffen Kopetzky – Risiko
  - Peter Richter – 89/90
  - Clemens J. Setz – Die Stunde zwischen Frau und Gitarre
  - Anke Stelling – Bodentiefe Fenster
  - Ilija Trojanow – Macht und Widerstand
  - Vladimir Vertlib – Lucia Binar und die russische Seele
  - Kai Weyand – Applaus für Bronikowski
  - Christine Wunnicke – Der Fuchs und Dr. Shimamura
  - Feridun Zaimoglu – Siebentürmeviertel

- Jury 2015:
  - Markus Hinterhäuser, Wiener Festwochen
  - Rolf Keussen, Mayersche Droste, Düsseldorf
  - Ursula Kloke, Botnanger Buchladen, Stuttgart
  - Claudia Kramatschek, freie Kritikerin
  - Ulrike Sárkány, Norddeutscher Rundfunk
  - Christopher Schmidt, Süddeutsche Zeitung
  - Bettina Schulte, Badische Zeitung

### 2016
Die Longlist wurde am 23. August 2016, die Shortlist wurde am 20. September bekannt gegeben; die Preisverleihung fand am 17. Oktober statt.
- Hauptpreis:
  - Bodo Kirchhoff – Widerfahrnis

- Finalisten (Shortlist):
  - Reinhard Kaiser-Mühlecker – Fremde Seele, dunkler Wald
  - André Kubiczek – Skizze eines Sommers
  - Thomas Melle – Die Welt im Rücken
  - Eva Schmidt – Ein langes Jahr
  - Philipp Winkler – Hool

- Longlist (ohne Shortlist):
  - Akos Doma – Der Weg der Wünsche
  - Gerhard Falkner – Apollokalypse
  - Ernst-Wilhelm Händler – München
  - Michael Kumpfmüller – Die Erziehung des Mannes
  - Katja Lange-Müller – Drehtür
  - Dagmar Leupold – Die Witwen
  - Sibylle Lewitscharoff – Das Pfingstwunder
  - Joachim Meyerhoff – Ach, diese Lücke, diese entsetzliche Lücke
  - Hans Platzgumer – Am Rand
  - Arnold Stadler – Rauschzeit
  - Peter Stamm – Weit über das Land
  - Michelle Steinbeck – Mein Vater war ein Mann an Land und im Wasser ein Walfisch
  - Thomas von Steinaecker – Die Verteidigung des Paradieses
  - Anna Weidenholzer – Weshalb die Herren Seesterne tragen

- Jury 2016:
  - Thomas Andre, Hamburger Abendblatt
  - Lena Bopp, Frankfurter Allgemeine Zeitung
  - Berthold Franke, Journalist und Hochschuldozent
  - Susanne Jäggi, Buchhändlerin
  - Christoph Schröder, freier Journalist und Literaturkritiker
  - Sabine Vogel, Berliner Zeitung
  - Najem Wali, freier Schriftsteller und Journalist

### 2017
Die Longlist wurde am 15. August und die Shortlist am 12. September 2017 bekannt gegeben; die Preisverleihung fand am 9. Oktober 2017 statt.
- Hauptpreis:
  - Robert Menasse – Die Hauptstadt

- Finalisten (Shortlist):
  - Gerhard Falkner – Romeo oder Julia
  - Franzobel – Das Floß der Medusa
  - Thomas Lehr – Schlafende Sonne
  - Marion Poschmann – Die Kieferninseln
  - Sasha Marianna Salzmann – Außer sich

- Longlist (ohne Shortlist):
  - Mirko Bonné – Lichter als der Tag
  - Monika Helfer – Schau mich an, wenn ich mit dir rede!
  - Christoph Höhtker – Das Jahr der Frauen
  - Jonas Lüscher – Kraft
  - Birgit Müller-Wieland – Flugschnee
  - Jakob Nolte – Schreckliche Gewalten
  - Kerstin Preiwuß – Nach Onkalo
  - Robert Prosser – Phantome
  - Sven Regener – Wiener Straße
  - Ingo Schulze – Peter Holtz
  - Michael Wildenhain – Das Singen der Sirenen
  - Julia Wolf – Walter Nowak bleibt liegen
  - Christine Wunnicke – Katie
  - Feridun Zaimoglu – Evangelio

- Jury 2017:
  - Katja Gasser, Jurysprecherin (ORF)
  - Silke Behl, Radio Bremen
  - Mara Delius, Die Welt
  - Christian Dunker, Autorenbuchhandlung Berlin
  - Maria Gazzetti, Casa di Goethe, Rom
  - Tobias Lehmkuhl, freier Kritiker, Berlin
  - Lothar Schröder, Rheinische Post

### 2018
Die Longlist wurde am 14. August und die Shortlist am 11. September 2018 veröffentlicht. Die öffentliche Bekanntgabe des ausgezeichneten Romans fand am 8. Oktober 2018 statt. Ein Taschenbuch mit Auszügen (Leseproben) aus den ausgewählten Romanen der Longlist ist unter dem Titel Deutscher Buchpreis 2018. Die Nominierten seit 20. August in vielen Buchhandlungen deutschlandweit kostenlos erhältlich.
- Hauptpreis:
  - Inger-Maria Mahlke – Archipel

- Finalisten (Shortlist):
  - María Cecilia Barbetta – Nachtleuchten
  - Maxim Biller – Sechs Koffer
  - Nino Haratischwili – Die Katze und der General
  - Susanne Röckel – Der Vogelgott
  - Stephan Thome – Gott der Barbaren

- Longlist (ohne Shortlist):
  - Carmen-Francesca Banciu – Lebt wohl, Ihr Genossen und Geliebten!
  - Susanne Fritz – Wie kommt der Krieg ins Kind
  - Arno Geiger – Unter der Drachenwand
  - Franziska Hauser – Die Gewitterschwimmerin
  - Helene Hegemann – Bungalow
  - Anja Kampmann – Wie hoch die Wasser steigen
  - Angelika Klüssendorf – Jahre später
  - Gert Loschütz – Ein schönes Paar
  - Gianna Molinari – Hier ist noch alles möglich
  - Adolf Muschg – Heimkehr nach Fukushima
  - Eckhart Nickel – Hysteria
  - Josef Oberhollenzer – Sültzrather
  - Matthias Senkel – Dunkle Zahlen
  - Christina Viragh – Eine dieser Nächte

- Jury 2018:
  - Christine Lötscher, Jurysprecherin (freie Kritikerin)
  - Christoph Bartmann (Goethe-Institut Warschau)
  - Luzia Braun, ZDF
  - Tanja Graf, Literaturhaus München
  - Paul Jandl, freier Kritiker
  - Uwe Kalkowski, Literaturblogger
  - Marianne Sax, Buchhändlerin

### 2019
Die Longlist wurde am 20. August, die Shortlist am 17. September 2019 bekanntgegeben. Die Verleihung fand am 14. Oktober 2019 zum Auftakt der Frankfurter Buchmesse statt.
- Hauptpreis:
  - Saša Stanišić – Herkunft

- Finalisten (Shortlist):
  - Raphaela Edelbauer – Das flüssige Land
  - Miku Sophie Kühmel – Kintsugi
  - Tonio Schachinger – Nicht wie ihr
  - Norbert Scheuer – Winterbienen
  - Jackie Thomae – Brüder

- Longlist (ohne Shortlist):
  - Nora Bossong – Schutzzone
  - Jan Peter Bremer – Der junge Doktorand
  - Andrea Grill – Cherubino
  - Karen Köhler – Miroloi
  - Angela Lehner – Vater unser
  - Emanuel Maeß – Gelenke des Lichts
  - Alexander Osang – Die Leben der Elena Silber
  - Katerina Poladjan – Hier sind Löwen
  - Lola Randl – Der Große Garten
  - Eva Schmidt – Die untalentierte Lügnerin
  - Marlene Streeruwitz – Flammenwand
  - Ulrich Woelk – Der Sommer meiner Mutter
  - Norbert Zähringer – Wo wir waren
  - Tom Zürcher – Mobbing Dick

- Jury 2019:
  - Petra Hartlieb, Buchhändlerin und Autorin
  - Hauke Hückstädt, Leiter des Literaturhauses Frankfurt
  - Björn Lauer, Buchhandlung Hugendubel in Frankfurt am Main
  - Jörg Magenau, freier Autor und Literaturkritiker
  - Alf Mentzer, Redakteur beim Hessischen Rundfunk
  - Daniela Strigl, Literaturwissenschaftlerin und Kritikerin
  - Margarete von Schwarzkopf, Journalistin, Autorin und Moderatorin

### 2020
Die Einreichfrist endete am 23. März 2020. Die Longlist wurde am 18. August 2020 bekannt gegeben, die sechs Titel der Shortlist wurden am 15. September 2020 veröffentlicht. Die Verleihung fand wieder zum Auftakt der Frankfurter Buchmesse am 12. Oktober im Kaisersaal des Römer statt, der COVID-19-Pandemie wegen jedoch nur per Livestream.
- Hauptpreis
  - Anne Weber – Annette, ein Heldinnenepos

- Finalisten (Shortlist)[21]
  - Bov Bjerg – Serpentinen
  - Dorothee Elmiger – Aus der Zuckerfabrik
  - Thomas Hettche – Herzfaden
  - Deniz Ohde – Streulicht
  - Christine Wunnicke – Die Dame mit der bemalten Hand

- Longlist[22]
  - Helena Adler – Die Infantin trägt den Scheitel links
  - Birgit Birnbacher – Ich an meiner Seite
  - Arno Camenisch – Goldene Jahre
  - Roman Ehrlich – Malé
  - Valerie Fritsch – Herzklappen von Johnson & Johnson
  - Charles Lewinsky – Der Halbbart
  - Leif Randt – Allegro Pastell
  - Stephan Roiss – Triceratops
  - Robert Seethaler – Der letzte Satz
  - Eva Sichelschmidt – Bis wieder einer weint
  - Olivia Wenzel – 1000 Serpentinen Angst
  - Frank Witzel – Inniger Schiffbruch
  - Iris Wolff – Die Unschärfe der Welt
  - Jens Wonneberger – Mission Pflaumenbaum

- Jury 2020:
  - Katharina Borchardt (Literaturredakteurin, SWR2)
  - Hanna Engelmeier (Wissenschaftliche Mitarbeiterin beim Kulturwissenschaftlichen Institut Essen und Autorin)
  - David Hugendick (Literaturredakteur, Zeit Online)
  - Chris Möller (Literaturvermittlerin bei Kabeljau & Dorsch, Berlin)
  - Maria-Christina Piwowarski (Buchhandlung ocelot, Berlin)
  - Felix Stephan (Literaturredakteur, Süddeutsche Zeitung)
  - Denise Zumbrunnen (Buchhandlung Never Stop Reading, Zürich)

### 2021
Die Einreichfrist endete am 26. März 2021. Jeder Verlag konnte maximal zwei Titel vorschlagen, die zwischen Oktober 2020 und dem 21. September 2021 (geplante Bekanntgabe der Shortlist) erschienen sind bzw. erscheinen. 125 „deutschsprachige Verlage“ (Deutschland: 83, Schweiz: 22, Österreich: 19, Luxemburg: 1) reichten insgesamt 197 Titel ein, wodurch der Rekord aus dem Vorjahr um fünf Verlage und zehn Titel übertroffen wurde. 20 Titel stammen aus dem Herbstprogramm 2020, 110 Titel aus dem Frühjahrsprogramm 2021 und 67 weitere sollten im Herbst 2021 veröffentlicht werden. Zusätzlich konnten über eine Empfehlungsliste den Juroren Titel für den Auswahlprozess vorgeschlagen werden. Auf diesem Wege wurden 112 Romane empfohlen, 16 mehr als im Vorjahr. In späteren Angaben ist jedoch stets von 230 eingereichten Titeln die Rede.
Die Longlist wurde am 24. August 2021 bekannt gegeben, die Shortlist am 21. September 2021. Die Verleihung fand am 18. Oktober 2021 statt.
- Hauptpreis
  - Antje Rávik Strubel – Blaue Frau

- Finalisten (Shortlist)[27]
  - Norbert Gstrein – Der zweite Jakob
  - Monika Helfer – Vati
  - Christian Kracht – Eurotrash
  - Thomas Kunst – Zandschower Klinken
  - Mithu Sanyal – Identitti

- Longlist[28]
  - Henning Ahrens – Mitgift
  - Shida Bazyar – Drei Kameradinnen
  - Dietmar Dath – Gentzen oder: Betrunken aufräumen
  - Franzobel – Die Eroberung Amerikas
  - Georges-Arthur Goldschmidt – Der versperrte Weg
  - Dana Grigorcea – Die nicht sterben
  - Dilek Güngör – Vater und ich
  - Felicitas Hoppe – Die Nibelungen
  - Peter Karoshi – Zu den Elefanten
  - Gert Loschütz – Besichtigung eines Unglücks
  - Yulia Marfutova – Der Himmel vor hundert Jahren
  - Sasha Marianna Salzmann – Im Menschen muss alles herrlich sein
  - Ferdinand Schmalz – Mein Lieblingstier heißt Winter
  - Heinz Strunk – Es ist immer so schön mit dir

- Jury 2021:
  - Knut Cordsen, Sprecher der Jury (Kulturredakteur, Bayerischer Rundfunk)
  - Bettina Fischer (Leiterin Literaturhaus Köln)
  - Anja Johannsen (Leiterin Literarisches Zentrum Göttingen)
  - Richard Kämmerlings (Literarischer Korrespondent, Die Welt)
  - Sandra Kegel (Ressortleiterin Feuilleton, Frankfurter Allgemeine Zeitung)
  - Beate Scherzer (Buchhändlerin, Proust Wörter + Töne)
  - Anne-Catherine Simon (Feuilleton-Redakteurin, Die Presse).

### 2022
Die Longlist wurde am 23. August 2022 bekannt gegeben, die Shortlist am 20. September 2022. Die Verleihung fand am 17. Oktober 2022 statt.
- Hauptpreis
  - Kim de l’Horizon – Blutbuch

- Finalisten (Shortlist)[31]
  - Fatma Aydemir – Dschinns
  - Kristine Bilkau – Nebenan
  - Daniela Dröscher – Lügen über meine Mutter
  - Jan Faktor – Trottel
  - Eckhart Nickel – Spitzweg

- Longlist
  - Carl-Christian Elze – Freudenberg
  - Theresia Enzensberger – Auf See
  - Marie Gamillscheg – Aufruhr der Meerestiere
  - Yael Inokai – Ein simpler Eingriff
  - Reinhard Kaiser-Mühlecker – Wilderer
  - Anna Kim – Geschichte eines Kindes
  - Esther Kinsky – Rombo
  - Dagmar Leupold – Dagegen die Elefanten!
  - Gabriele Riedle – In Dschungeln. In Wüsten. Im Krieg.
  - Slata Roschal – 153 Formen des Nichtseins
  - Anna Yeliz Schentke – Kangal
  - Jochen Schmidt – Phlox
  - Andreas Stichmann – Eine Liebe in Pjöngjang
  - Heinz Strunk – Ein Sommer in Niendorf

- Jury 2022:[32]
  - Miriam Zeh, Sprecherin der Jury, Kulturredakteurin (Deutschlandfunk Kultur)
  - Erich Klein, Übersetzer, Herausgeber und freier Journalist (u. a. Falter, Die Furche, Radio Ö1, und Diagonal)
  - Frank Menden, Buchhändler (stories! Die Buchhandlung, Hamburg)
  - Uli Ormanns, Buchhändler (Agnes Buchhandlung, Köln)
  - Isabelle Vonlanthen, Programmgestalterin (Literaturhaus Zürich)
  - Selma Wels, Verlegerin, Moderatorin und Festivalleiterin (Wir Sind Hier. Festival für kulturelle Diversität, Frankfurt am Main)
  - Jan Wiele, Literaturredakteur (Frankfurter Allgemeine Zeitung), Kritiker (SWR-Bestenliste)

### 2023
Die Longlist wurde am 22. August 2023 bekannt gegeben, die Shortlist am 19. September 2023. Die Preisverleihung fand am 16. Oktober 2023 zum Auftakt der Frankfurter Buchmesse statt. Aus 196 Titeln, die im Zeitraum seit der Verleihung des Deutschen Buchpreises im Oktober 2022 erschienen sind und für den Preis eingereicht worden waren, wurden insgesamt 20 ausgewählt.
- Hauptpreis
  - Tonio Schachinger – Echtzeitalter[34]

- Finalisten (Shortlist)
  - Terézia Mora – Muna oder Die Hälfte des Lebens
  - Necati Öziri – Vatermal
  - Anne Rabe – Die Möglichkeit von Glück
  - Sylvie Schenk – Maman
  - Ulrike Sterblich – Drifter

- Longlist
  - Tomer Dotan-Dreyfus – Birobidschan
  - Raphaela Edelbauer – Die Inkommensurablen
  - Sherko Fatah – Der große Wunsch
  - Elena Fischer – Paradise Garden
  - Charlotte Gneuß – Gittersee
  - Luca Kieser – Weil da war etwas im Wasser
  - Angelika Klüssendorf – Risse
  - Sepp Mall – Ein Hund kam in die Küche
  - Thomas Oláh – Doppler
  - Angelika Overath – Unschärfen der Liebe
  - Teresa Präauer – Kochen im falschen Jahrhundert
  - Kathrin Röggla – Laufendes Verfahren
  - Clemens J. Setz – Monde vor der Landung
  - Tim Staffel – Südstern

- Jury 2023[35]
  - Shila Behjat, Journalistin und Publizistin
  - Heinz Drügh, Goethe-Universität Frankfurt am Main
  - Melanie Mühl, Frankfurter Allgemeine Zeitung
  - Lisa Schumacher, Steinmetz’sche Buchhandlung, Offenbach
  - Katharina Teutsch, freie Kritikerin
  - Florian Valerius, Gegenlicht Buchhandlung, Trier
  - Matthias Weichelt, Zeitschrift Sinn und Form

### 2024
Die Longlist wurde am 20. August 2024 bekannt gegeben, die Shortlist am 17. September 2024. Die Preisverleihung fand am 14. Oktober 2024 zum Auftakt der Frankfurter Buchmesse statt. Aus 197 Titeln, die im Zeitraum seit der Verleihung des Deutschen Buchpreises im Oktober 2023 erschienen sind und für den Preis eingereicht worden waren, wurden insgesamt 20 ausgewählt.
- Hauptpreis
  - Martina Hefter – Hey guten Morgen, wie geht es dir?

- Finalisten (Shortlist)
  - Maren Kames – Hasenprosa
  - Clemens Meyer – Die Projektoren
  - Ronya Othmann – Vierundsiebzig
  - Markus Thielemann – Von Norden rollt ein Donner
  - Iris Wolff – Lichtungen

- Longlist
  - Nora Bossong – Reichskanzlerplatz
  - Zora del Buono – Seinetwegen
  - Franz Friedrich – Die Passagierin
  - Timon Karl Kaleyta – Heilung
  - Michael Köhlmeier – Das Philosophenschiff
  - Daniela Krien – Mein drittes Leben
  - André Kubiczek – Nostalgia
  - Ulla Lenze – Das Wohlbefinden
  - Max Oravin – Toni & Toni
  - Mithu Sanyal – Antichristie
  - Stefanie Sargnagel – Iowa
  - Dana von Suffrin – Nochmal von vorne
  - Ruth-Maria Thomas – Die schönste Version
  - Doris Wirth – Findet mich

- Jury 2024
  - Gerrit Bartels, Kulturredakteur beim Tagesspiegel
  - Magda Birkmann, Buchhändlerin Buchhandlung Ocelot Berlin, Literaturvermittlerin, Moderatorin
  - Natascha Freundel, freie Journalistin und Literaturkritikerin
  - Torsten Hoffmann, Professor für Germanistik an der Universität Stuttgart
  - Marianna Lieder, Literaturkritikerin und Kulturjournalistin
  - Regina Moths, Buchhändlerin Büchergilde Gutenberg Buchhandlung München
  - Klaus Nüchtern, Literaturkritiker und Publizist, ehemaliger Feuilletonchef des Falter

### 2025
Die Preisverleihung findet am 13. Oktober 2025 zum Auftakt der Frankfurter Buchmesse statt. Die Longlist wurde am 19. August 2025 bekannt gegeben; 229 Titel standen zur Auswahl.
- Longlist
  - Kathrin Bach – Lebensversicherung
  - Marko Dinić – Buch der Gesichter
  - Nava Ebrahimi – Und Federn überall
  - Dorothee Elmiger – Die Holländerinnen
  - Kaleb Erdmann – Die Ausweichschule
  - Annett Gröschner – Schwebende Lasten
  - Dmitrij Kapitelman  – Russische Spezialitäten
  - Jina Khayyer – Im Herzen der Katze
  - Jehona Kicaj – ë
  - Michael Köhlmeier – Die Verdorbenen
  - Jonas Lüscher – Verzauberte Vorbestimmung
  - Thomas Melle – Haus zur Sonne
  - Jacinta Nandi – Single Mom Supper Club
  - Gesa Olkusz – Die Sprache meines Bruders
  - Lena Schätte – Das Schwarz an den Händen meines Vaters
  - Lina Schwenk – Blinde Geister
  - Fiona Sironic – Am Samstag gehen die Mädchen in den Wald und jagen Sachen in die Luft
  - Peter Wawerzinek – Rom sehen und nicht sterben
  - Christine Wunnicke – Wachs
  - Feridun Zaimoglu  – Sohn ohne Vater

- Jury 2025[37]
  - Laura de Weck (SRF) – Jurysprecherin
  - Kathrin Matern (Frau Rilke Buchladen)
  - Friedhelm Marx (Universität Bamberg)
  - Shirin Sojitrawalla (freie Kritikerin)
  - Jürgen Kaube (FAZ)
  - Maria Carolina Foi (Universität Triest)
  - Lara Sielmann (Deutschlandfunk Kultur)